# اورسوس
اورسوس (انگلیسی: Ursus) شرکت خودروسازی لهستانی است، که در سال ۱۸۹۳ تأسیس شد.